# Lucky Blue Smith
Lucky Blue Smith (Spanish Fork, Utah; 4 de junio de 1998) es un modelo, actor y músico estadounidense. Fue descubierto a los 10 años y firmó un contrato con una agencia de modelaje internacional a los  12 años.

## Vida y carrera
Su madre, Sheridan Smith, es una exmodelo, y su padre, Dallon Smith, es músico. Sus hermanas son Starlie Cheyenne Smith (nacida en 1993), Daisy Clementine Smith (nacida en 1996), y Pyper America Smith (nacida en 1997), quienes son todas modelos y personalidades de las redes sociales. 
Smith fue descubierto junto a sus tres hermanas en Utah y empezó su carrera a los 12 años. Después de firmar con Next Management, su familia se mudó a Los Ángeles. Poco después de llegar a la ciudad, Smith y sus hermanas fueron fotografiadas por Hedi Slimane para Vogue Japón, lo cual les generó atención mediática.
La carrera de Smith comenzó a tomar forma cuando se tiñó el pelo rubio platino al ser aconsejado por su agente. Para 2015, ya había aparecido en docenas de portadas de revistas y protagonizado campañas de Philipp Plein y Tom Ford. Él junto a otras celebridades apareció en el vídeo de Tom Ford, junto a Lady Gaga para SS16.
Ha aparecido en editoriales de Vogue Estados Unidos, Francia, España, Ucrania, GQ, Elle Reino Unido, Marie Claire, V, Numéro, i-D, LOVE, y W y Harper's Bazaar.
Smith ha desfilado para Fendi, Chanel, Roberto Cavalli, Moschino, Emporio Armani, DSquared2, Salvatore Ferragamo, Philipp Plein, Ralph Lauren, Balmain, Tom Ford, Marc Jacobs, Ermanno Scervino, Versace, Jeremy Scott, Michael Kors, John Varvatos, Etro y Bottega Veneta.
Ha aparecido en campañas de Tom Ford, Calvin Klein, Moncler, Tommy Hilfiger, Philipp Plein,  Mavi, Penshoppe,  H&M, Gap, Big C y L'Oreal.

### Carrera musical
En 2009, Smith y sus hermanas formaron la banda The Atomics. Smith es el baterista. La banda es representada por Next.

## Vida personal
Smith tuvo una hija llamada Gravity Blue Smith, nacida el 26 de julio de 2017, con su entonces pareja Stormi Henley.
En febrero de 2020 se casó con la modelo Nara Pellman. En mayo de ese mismo año anunciaron que estaban esperando su primer hijo juntos. Su hija, Rumble Honey Smith, nació el 7 de octubre de 2020. En septiembre de 2021 anunciaron que estaban esperando su segundo hijo en común, quien nació el 6 de enero de 2022 y fue nombrado Slim Easy Smith.
En diciembre de 2023, la pareja anuncia que están esperando su tercer hijo en común, y en abril de 2024 nació su tercera hija, Whimsy Lou Smith. 